# Иван Богданов (писател)
Вижте пояснителната страница за други личности с името Иван Богданов.
Иван Богданов е български писател, юрист, историк, архивист и библиограф.

## Биография
Иван Богданов Генчев е роден на 3 май 1910 година в град Търново, България. През 1929 година завършва гимназия в родния си град, а през 1936 година право в Софийския университет. Той е виден изследовател на българската литература, архивист, библиограф, автор на около 70 книги.
Започва да публикува в литературния печат в края на 1932 година. Архивистът от Нов български университет Иван Звънчаров твърди, че са открити 21 белетристични текста, написани от студента Иван Богданов в периода между 1932 и 1937 година, и че за 13 от тях е сигурно, че са публикувани от него, а 8 е оставил в ръкопис. През 1940 година издава първата си книга, посветена на Илия Блъсков.
След Деветосептемврийския преврат и установяването на комунистическия режим в страната, през периода 1946–1960 година е изолиран от текущия литературен живот. В 1947 година му е забранено да публикува и Богданов работи като адвокат. В периода работи активно върху голям брой свои проекти, които виждат бял свят по-късно. През 1946 година издава политическата си книга „Между примирието и мира“, която в същността си е беседа с фиктивен опонент – комунист. Тази книга е една от причините Иван Богданов да бъде маргинализиран чак до 1960 година.
Автор е на енциклопедични и справочни издания, превърнали се в еталони. Сред тях – „Речник на българските псевдоними“, „Българска литературна периодика“, „Енциклопедичен речник на литературните термини“, „Тринадесет века българска литература“, „Българската книга през вековете“ и др.
Иван Богданов е автор на монографии за бележити исторически личности и събития, както и на романизирани биографии на хан Крум, Никола Пиколо, Василий Врач, Боян Магесника, Александър Македонски, Леонардо да Винчи, Авицена и много други.
Един от основателите на Съюза на свободните писатели (1990).
Баща на професора по класическа филология и създател на Нов български университет Богдан Богданов.
Умира на 6 август 1992 година.

## Признание
На 17 май 2010 година департаментът „Нова българистика“ и Центърът за документи и архивни фондове към Нов български университет организират Национална конференция за 100-годишнината от рождението на Иван Богданов.,  В Нов български университет 2010 г. е обявена за Година на Иван Богданов. В Народната библиотека „Св. св. Кирил и Методий“ е открита изложба, курирана от Националния литературен музей.
На професор Иван Богданов е наречена улица в квартал „Драгалевци“ в София (Карта).

### Романизирани биографии
- Климент Охридски. София, 1967.
- Василий Врач. София: Народна младеж, 1968, 210 стр.
  - Василий Врач. 2 изд. София: Отечествен фронт, 1988, 226 стр.
- Патриарх Евтимий. София: Отечествен фронт, 1970, 263 стр.
- Д-р Никола Пиколо. Биография. София, 1972.
- Авицена. София: Медицина и физкултура, 1974, 188 стр.
  - Авицена. 2 изд., София, 1977.
- Симеон Велики. Епоха и личност. София: Народна просвета, 1975, 250 стр.
- Хан Аспарух. София: Отечествен фронт, 1975, 295 стр.
  - Хан Аспарух. Книга за неговите прадеди и неговото време. 2 изд. София: Отечествен фронт, 1981, 260 стр.
- Другото лице на Леонардо да Винчи. Исторически очерк. София: Медицина и физкултура, 1979, 206 стр.
- Хан Крум. Романизован животопис. София: Народна младеж, 1980, 189 стр.
- Кирил и Методий. Романизован животопис. София: Български писател, 1987, 270 стр.
- Александър Македонски. Романизована биография. Пловдив: Христо Г. Данов, 1988, 308 стр.
- Боян Магесник. Романизован животопис. София: Отечество, 1989, 211 стр.

### История, краезнание
- Илия Блъсков (1839-1913). Народен просветител и писател. София: Хемусъ, 1940, 226 стр.
- Няколко думи върху добиването на лични сведения за нуждите на литературното изследване (Първи проносъ къмъ изворознанието). София: Печатница „Т. Т. Драгиевъ“ и с-ие, 1940, 24стр.
- Стоян Михайловски. Поет, трибун и мислител. София, 1947.
- Спътници на първенците. София, 1960.
- Забравени реалисти. София, 1960.
- Чудомир. Литературно-критически очерк. София, 1961.
- Жанровото многообразие на литературата. София, 1962.
- Българската комедия — развой и съвременно състояние. София, 1962.
- От наблюдение към творчество. София, 1963.
- Елин Пелин — художник на българското село. Очерк. София, 1964.
- Живият въглен на словото. София: Народна просвета, 1965, 92 стр.
- И те са хора. Трагикомични истории с български писатели. София: Профиздат, 1965.
- Критика и антикритика: Литературни въпроси. София: Народна просвета, 1967, 309 с.
- Велико Търново. Градът-чудо. София: Отечествен фронт, 1968, 78 стр.
- Български твърдини. София: Народна просвета, 1971, 166 стр.
- Прабългари. Произход, етническо своеобразие, исторически път. София: Народна просвета, 1976, 245 стр.
- По българската земя (исторически пътепис). София: Медицина и физкултура, 1976, 229 стр.
- Трявна през Възраждането. Исторически принос. София: Отечествен фронт, 1977, 215 стр.
- Безсмъртни слова. София: Отечествен фронт, 1980, 320 стр.
- Именник на българските ханове. Критично издание с коментар и обяснителни бележки. София: Отечествен фронт, 1981, 122 стр.
- Залог за историческо безсмъртие. Единение вековно между земя, народ, държава и култура. София: Отечествен фронт, 1985, 215 стр.
- Веда Словена и нашето време. София, 1991.
- За критическия дух. Критика и публицистика. 1945-1946. Съставители: Михаил Неделчев и Пламен Дойнов. София: Кралица Маб, 2017. ISBN 978-954-533-166-4

### Речници, справочна литература
- Речник на българските псевдоними. София, 1961.
  - Речник на българските псевдоними. 2 изд. София: Наука и изкуство, 1978, 575 стр.
  - Речник на българските псевдоними. 3 изд. София, 1989.
- Българската литература в дати и характеристики 817-1965. София: Народна просвета, 1966, 632 стр.
- Кратка история на българската литература в две части. Част 1. София: Народна просвета, 1969, 549 стр.
- Кратка история на българската литература в две части. Част 2. София: Народна просвета, 1970, 694 стр.
- Българска литературна периодика. София: Отечествен фронт, 1972, 380 стр.
  - Българска литературна периодика. 2 изд. София: Литературен форум, 1995, 399 стр.
  - Българска литературна периодика. Приносът на периодичния печат в развитието на българската литература 1878–1944 3 изд. София: Захарий Стоянов, 2016, 471 стр.
- Българската книга през вековете. Издателство: Народна просвета, 1978, 320 стр.
  - Речник на българските псевдоними. 2 изд. София: Петър Берон, 1989, 528 стр.
- Тринадесет века българска литература. София: Наука и изкуство, 1983, 1074 стр.
- Енциклопедичен речник на литературните термини. София: Петър Берон, 1993, 495 стр.
- Архивология. София: НБУ, 2014. Съставители: Стефка Петкова и Иван Звънчаров, 753 стр. (ISBN 978-954-535-802-9)